# Death by Chocolate

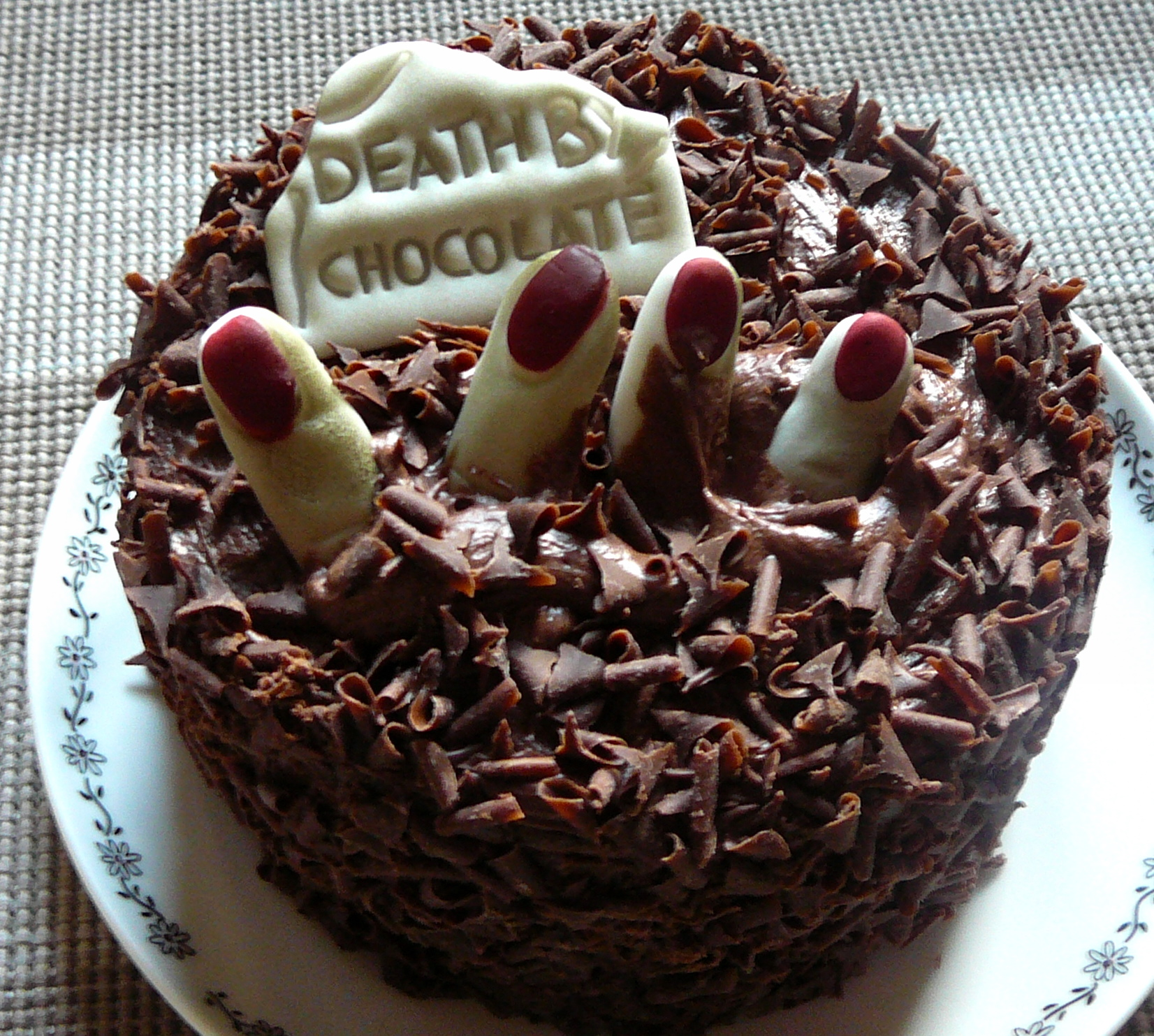
Ejemplo de un "Death by chocolate"

Death by Chocolate es un término de marketing para varios postres que presentan chocolate (especialmente el chocolate oscuro o cacao) como el ingrediente principal. La marca en los Estados Unidos era propiedad de S&A Restaurant Group, la compañía matriz de los restaurantes Bennigan's, pero con la subsiguiente quiebra de la empresa la situación legal actual no está clara. En el Reino Unido y la Unión Europea, la marca registrada pertenece a F.T. Wood & Sons Limited.
Sin embargo, los usos no autorizados del término son comunes aunque todavía constituyen una violación de derechos de marcas.
El término fue acuñado por Erik Russell en 1984 mientras trabajaba para el fabricante de postres con sede en Londres, Kaysens. Al probar la muestra para un producto nuevo de chocolate, él exclamó, "Esta es la muerte por el chocolate."
Un plato llamado "Death by Chocolate" puede ser:
- Un pastel de chocolate en capas, con fudge, ganache, o mousse de chocolate entre las capas
- Un postre hecho en un recipiente con capas alternativas empapados con brownies, mousse de chocolate, barras Heath, y crema batida
- Un pastel de chocolate fundido
- Un pastel de chocolate sin harina

"Death by Chocolate" también es el nombre de un sabor de helado. En el helado, por lo general hay un dulce de chocolate, trozos de chocolate y helado de chocolate. 
El chef Marcel Desaulniers escribió un libro, Death by Chocolate, sobre el tema. Con posterioridad otros libros de la serie tuvieron nombres similares.
La banda escocesa Simple Minds escribió una canción llamada "Death by Chocolate", como también la cantante australiana Sia. Además, es el título de un disco de la banda de nu-jazz alemana De-Phazz